# 6-Stunden-Rennen von Watkins Glen 1978

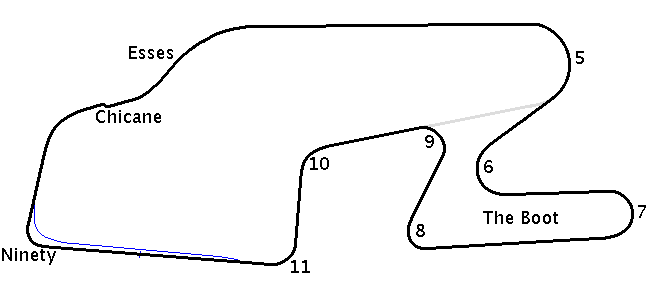
Streckenlayout 1978

Das 6-Stunden-Rennen von Watkins Glen 1978, auch World Championship 6-Hours including The Trans-Am and The Can-Am for the SCCA Citicorp Can-Am Challenge, The Glen, Toyota Paces The Races, Watkins Glen Grand Prix Circuit, fand am 8. Juli in Watkins Glen statt und war der elfte Wertungslauf der Sportwagen-Weltmeisterschaft dieses Jahres.

## Das Rennen
Auch bei diesem Weltmeisterschaftsrennen waren die Porsche 935 die überlegenen Gruppe-5-Wagen. Das Trio Toine Hezemans, John Fitzpatrick und Peter Gregg siegte im Gelo-Racing-935 mit einem Vorsprung von 30 Sekunden auf Dick Barbour sowie dessen Teamkollegen Manfred Schurti und Rolf Stommelen.

## Ergebnisse

### Schlussklassement
| 1                  | Gr. 5 | 30 | Gelo Racing                                  | Toine Hezemans John Fitzpatrick Peter Gregg | Porsche 935/77A                  | 146 |
| 2                  | Gr. 5 | 90 | Dick Barbour Performance                     | Rolf Stommelen Manfred Schurti Dick Barbour | Porsche 935/77A                  | 146 |
| 3                  | Gr. 5 | 10 | BMW Faltz Essen                              | Hans-Joachim Stuck Dieter Quester           | BMW 320i                         | 138 |
| 4                  | Gr. 5 | 13 | Hal Shaw Racing                              | Hal Shaw Monte Shelton                      | Porsche 935                      | 136 |
| 5                  | GT    | 19 | Chris Cord Racing                            | Chris Cord Jim Adams                        | Chevrolet Monza 350              | 132 |
| 6                  | Gr. 5 | 71 | Otis Chandler                                | John Thomas Otis Chandler                   | Porsche 935                      | 132 |
| 7                  | GT    | 44 | Group 44                                     | Brian Fuerstenau Bob Tullius                | Jaguar XJS                       | 130 |
| 8                  | Gr. 5 | 3  | Vasek Polak Racing                           | Janet Guthrie Brian Redman Hurley Haywood   | Porsche 935                      | 128 |
| 9                  | GT    | 97 | Framm Promotions                             | Werner Frank Roger Schramm                  | Porsche Carrera RSR              | 127 |
| 10                 | Gr. 5 | 32 | Earle & Akin Racing Assoc.                   | Steve Griswold Bob Akin                     | Porsche Carrera RSR              | 125 |
| 11                 | GT    | 25 | Grand Competition Cars Inc.                  | François Migault Lucien Guitteny            | Ferrari 365 GT4/BB               | 124 |
| 12                 | GT    | 29 | Billy Hagan                                  | Hoyt Overbagh Billy Hagan                   | Chevrolet Monza 350              | 122 |
| 13                 | GT    | 77 | Bruce Jennings                               | Bruce Jennings John O’Steen                 | Porsche 911S                     | 122 |
| 14                 | GT    | 9  | Apple Valley Racing                          | John Huber Babe Headley                     | Chevrolet Corvette 427           | 120 |
| 15                 | Gr. 5 | 7  | Heimrath Racing                              | Ludwig Heimrath senior Paul Miller          | Porsche 935                      | 119 |
| 16                 | Gr. 5 | 79 | Rennsport Porsche Works                      | Michael Callas Peter Papke                  | Porsche Carrera RSR              | 118 |
| 17                 | GT    | 43 | Phantom Racing                               | Frank Joyce Gene Bothello                   | Chevrolet Corvette 427           | 118 |
| 18                 | GT    | 17 | Pallvano Corse                               | Angelo Pallavicini Enzo Calderari           | Porsche 934                      | 110 |
| 19                 | GT    | 91 | Tom’s Mechanical Emporium                    | Tom Roberts Paul Schulte                    | Chevrolet Corvette 350           | 108 |
| 20                 | GT    | 98 | Rynone Industries                            | Thomas Rynone Michael Oleyar                | Chevrolet Corvette 427           | 101 |
| 21                 | GT    | 16 | Kassel Auto Parts of Syracuse                | Neil Kassel Rex Franklin                    | Chevrolet Camaro 302             | 100 |
| 22                 | GT    | 6  | Pickett Racing                               | Greg Pickett Tom Gloy                       | Chevrolet Corvette 427           | 96  |
| 23                 | GT    | 11 | Budweiser Racing Team                        | Dave Heinz Elliott Forbes-Robinson          | Chevrolet Monza 350              | 91  |
| 24                 | GT    | 51 | Thomas Aquilante                             | Thomas Aquilante Dave White                 | Chevrolet Corvette 350           | 78  |
| Ausgefallen        |       |    |                                              |                                             |                                  |     |
| 25                 | Gr. 5 | 94 | Whittington Borthers                         | Bill Whittington Don Whittington            | Porsche 935/77A                  | 98  |
| 26                 | GT    | 60 | John Brandt                                  | John Brandt Chuck Callas                    | Chevrolet Corvette 350           | 98  |
| 27                 | Gr. 5 | 0  | Interscope Racing                            | Danny Ongais Ted Field                      | Porsche 935/77A                  | 95  |
| 28                 | Gr. 5 | 1  | Vasek Polak Racing                           | George Follmer Jacky Ickx                   | Porsche 935                      | 92  |
| 29                 | GT    | 24 | Executive Industries                         | Tom Frank Bruce Leven                       | Porsche Carrera RSR              | 85  |
| 30                 | GT    | 22 | Jeffrey Stephens                             | Jeffrey Stephens Bob Bergstrom              | Porsche Carrera RSR              | 76  |
| 31                 | Gr. 5 | 20 | BMW Faltz Essen                              | Markus Höttinger Harald Grohs               | BMW 320i                         | 76  |
| 32                 | GT    | 92 | E. F. Miller & Co. and Sherill ARCO          | John Orr Bill Jobe                          | Chevrolet Corvette 454           | 76  |
| 33                 | Gr. 5 | 4  | Vasek Polak Racing                           | Hurley Haywood John Gunn                    | Porsche 935                      | 72  |
| 34                 | GT    | 88 | Hamilton House Racing                        | Joseph Hamilton Ron Collins Chuck Wade      | Porsche 911S                     | 72  |
| 35                 | GT    | 53 | Fred Schuler                                 | Robert Schuler David Schuler                | Datsun 280Z                      | 70  |
| 36                 | GT    | 18 | Free Spirit Racing                           | David Kicak Bob Young                       | Chevrolet Corvette 360           | 38  |
| 37                 | GT    | 80 | Nagel Racing Enterprises                     | Nick Engels Bob Nagel                       | Chevrolet Corvette 454           | 36  |
| 38                 | GT    | 64 | Endurance Racing Enterprises Inc. Auto Parts | Craig Carter Bob Baechle                    | Chevrolet Corvette 427           | 30  |
| 39                 | GT    | 74 | Z & W Enterprises                            | Bill Scott Pierre Honegger David Weir       | Posche 911S                      | 18  |
| 40                 | GT    | 82 | Solomone Racing                              | Carm Solomone Fred Lang                     | Chevrolet Camaro Turbo 302       | 11  |
| 41                 | Gr. 5 | 12 | McLaren North America                        | Ronnie Peterson David Hobbs                 | BMW 320i Turbo                   | 10  |
| 42                 | GT    | 81 | Adams Associates                             | John Morton Pat Bedard                      | Pontiac Firebird Trans-Am        | 8   |
| 43                 | GT    | 62 | Lancer                                       | Tuck Thomas Robert Johnson                  | Porsche Carrera RSR              | 2   |
| 44                 | Gr. 5 | 2  | McLaren North America                        | David Hobbs Ronnie Peterson                 | BMW 320i Turbo                   | 1   |
| Nicht gestartet    |       |    |                                              |                                             |                                  |     |
| 45                 | Gr. 5 | 08 | JLP Racing                                   | Hurley Haywood John Paul senior             | Porsche 935/77A                  | 1   |
| 46                 | GT    | 57 | Robert Frostrom Racing                       | Robert Frostrom John Wood                   | Porsche Carrera RSR              | 2   |
| 47                 | GT    | 75 | Norman Ridgely                               | Norman Ridgely Jim Cook                     | Porsche Carrera RSR              | 3   |
| 48                 | Gr. 5 | 93 | Whittington Borthers                         |                                             | Porsche 934/5                    | 4   |
| Nicht qualifiziert |       |    |                                              |                                             |                                  |     |
| 49                 | GT    | 52 | McCandless Automotive                        | Dan Slodowick Cliff McCandless              | Porsche 914/5                    | 5   |
| 50                 | GT    | 15 | Motion Marketing                             | James Mancuso William Coykendall            | Chevrolet Greenwood Corvette 355 | 6   |
| 51                 | GT    | 69 | Old Gold Racing                              | Thomas Fiscus Jerry Lancaster               | Chevrolet Corvette 350           | 7   |
| 52                 | GT    | 41 | Automotive International                     | Anatoly Arutunoff José Marina               | Lancia Stratos                   | 8   |

1 Motorschaden im WarmUp
2 nicht gestartet
3 nicht gestartet
4 Trainingswagen
5 nicht qualifiziert
6 nicht qualifiziert
7 nicht qualifiziert
8 nicht qualifiziert

### Nur in der Meldeliste
Hier finden sich Teams, Fahrer und Fahrzeuge, die ursprünglich für das Rennen gemeldet waren, aber aus den unterschiedlichsten Gründen daran nicht teilnahmen.
| Pos. | Klasse | Nr. | Team                                | Fahrer                           | Chassis                   |
| ---- | ------ | --- | ----------------------------------- | -------------------------------- | ------------------------- |
| 53   | Gr. 5  | 00  | Interscope Racing                   | Danny Ongais Ted Field           | Porsche 935               |
| 54   | GT     | 5   | D. B. Racing                        | Bill Adam                        | Chevrolet Corvette 427    |
| 55   | GT     | 12  | Roy Woods Racing                    | Roy Woods Jimmy Insolo           | Chevrolet Monza Turbo 350 |
| 56   | GT     | 23  | E. F. Miller & Co. and Sherill ARCO | John Orr Bill Jobe Kenper Miller | Chevrolet Corvette 350    |
| 57   | Gr. 5  | 28  | Desperado Racing                    | Milt Minter Clif Kearns          | Porsche 935               |
| 58   | GT     | 39  | Bytzek Automotive                   | Klaus Bytzek Rudy Bartling       | Porsche Carrera RSR       |
| 59   | GT     | 50  | Jacques Bienvenue                   | Jacques Bienvenue Marcel Talbot  | Porsche 911               |
| 60   | GT     | 61  | Faza Squadra                        | Al Cosentino Craig Fisher        | Mazda RX-3                |
| 61   | GT     | 66  | All West Side Racing                | Joe Sheeckel                     | Chevrolet Corvette        |
| 62   | GT     | 70  | Chesrown Oldsmobile                 | Gene Rutherford Tom Wallace      | Oldsmobile Cutlass        |
| 63   | GT     | 99  | The Tune-Up Shop                    | Phil Currin Cliff Gottlob        | Chevrolet Corvette 350    |

### Klassensieger
| Klasse | Fahrer         | Fahrer           | Fahrer      | Fahrzeug            | Platzierung im Gesamtklassement |
| ------ | -------------- | ---------------- | ----------- | ------------------- | ------------------------------- |
| Gr. 5  | Toine Hezemans | John Fitzpatrick | Peter Gregg | Porsche 935/77A     | Gesamtsieg                      |
| GT     | Chris Cord     | Jim Adams        |             | Chevrolet Monza 350 | Rang 5                          |

### Renndaten
- Gemeldet: 63
- Gestartet: 44
- Gewertet: 24
- Rennklassen: 2
- Zuschauer: 35000
- Wetter am Renntag: Regen
- Streckenlänge: 5,435 km
- Fahrzeit des Siegerteams: 6:01:54,999 Stunden
- Gesamtrunden des Siegerteams: 146
- Gesamtdistanz des Siegerteams: 793,474 km
- Siegerschnitt: 131,548 km/h
- Pole Position: Rolf Stommelen – Porsche 935/77A (#90) – 1:53,611 = 172,211 km/h
- Schnellste Rennrunde: John Fitzpatrick – Porsche 935/77A (#30) – 1:54,700 = 170,576 km/h
- Rennserie: 11. Lauf zur Sportwagen-Weltmeisterschaft 1978